# Grażyna Karolewicz
Grażyna Karolewicz (ur. 30 listopada 1931 w Lublinie, zm. 8 lipca 2024) – polska historyk, badaczka dziejów KUL.

## Życiorys
W 1954 ukończyła studia historyczne na KUL (promotor: Jerzy Kłoczowski). W 1955 uzyskała dyplom Instytutu Wyższej Kultury Religijnej. W latach 1959–1962 studiowała teologię w Akademii Teologii Katolickiej w Warszawie, zakończoną egzaminem licencjackim na Wydziale Teologii KUL. Doktorat na UW w 1964 (Poglądy społeczne Stanisława Papczyńskiego (1670-1701), promotor Stanisław Herbst). Zatrudniona na KUL od 1964. Pracowała m.in. Instytucie Historii Kościoła przy Wydziale Teologii Katolickiego Uniwersytetu Lubelskiego, Instytucie Geografii Historycznej Kościoła w Polsce, Sekcji Filologii Polskiej i Sekcji Historii Wydziału Nauk Humanistycznych KUL. Habilitacja w 1994 na Sekcji Pedagogiki Wydziału Nauk 
Społecznych KUL (Nauczyciele akademiccy Katolickiego Uniwersytetu Lubelskiego w okresie międzywojennym). Od 1997 profesor nadzwyczajny.

## Nagrody i odznaczenia
- 2001 otrzymała nagrodę naukową Ireny i Franciszka Skowyrów za całokształt pracy naukowej
- 2002 Medal Komisji Edukacji Narodowej za szczególne zasługi dla oświaty i wychowania
- 17 października 2008 została odznaczona Krzyżem Kawalerskim Orderu Odrodzenia Polski.

## Wybrane publikacje
- Katolicki Uniwersytet Lubelski we wspomnieniach studentów z lat 1918-1925, wstęp i red. Grażyna Karolewicz, przedm. Zygmunt Sułowski, Lublin: KUL 1978.
- Katolicki Uniwersytet Lubelski w latach 1925-1939: we wspomnieniach swoich pracowników i studentów, wstęp i red. Grażyna Karolewicz, Lublin: Katolicki Uniwersytet Lubelski 1989.
- Karol Jaroszyński (1877-1929): fundator Lubelskiej Wszechnicy Katolickiej, Lublin: Zarząd Główny Towarzystwa Przyjaciół Katolickiego Uniwersytetu Lubelskiego 1993 (wyd. 2 - Lublin: "Polihymnia" 2000).
- Nauczyciele akademiccy Katolickiego Uniwersytetu Lubelskiego w okresie międzywojennym, t. 1-2, Lublin: Redakcja Wydawnictw KUL 1994 (wyd. 2 - 1996).
- Ksiądz Idzi Benedykt Radziszewski 1871-1922, Lublin: "Polihymnia" 1998.
- Ksiądz Idzi Benedykt Radziszewski i jego dzieło - Katolicki Uniwersytet Lubelski, Lublin: "Polihymnia" 2000.
- Mistrzowie we wspomnieniach swoich uczniów: kartka z dziejów Katolickiego Uniwersytetu Lubelskiego, Lublin: Redakcja Wydawnictw KUL 2001.
- Ksiądz Wojciech Piwowarczyk 1902-1992: materiały do biografii, red. i oprac. Grażyna Karolewicz, Kielce: "Jedność" 2002.
- Instytut Historii Kościoła 1964-2004, Lublin: Katolicki Uniwersytet Lubelski 2005.
- Pozostawiał ślady miłości... : ksiądz Wojciech Piwowarczyk 1902-1992, Kielce: Wydawnictwo Jedność 2009.